# Myllaena decreta
Myllaena decreta är en skalbaggsart som beskrevs av Thomas Casey 1911. Myllaena decreta ingår i släktet Myllaena och familjen kortvingar. Inga underarter finns listade i Catalogue of Life.